# Penzing (Germania)
Penzing () è un comune tedesco di 3 696 abitanti, situato nel land della Baviera.